# Rudolf Scheuer
Rudolf Scheuer [šojer] (* 12. listopadu 1934 Ostrava) je bývalý československý hráč ledního hokeje.

## Klubové statistiky
| Sezona     | Klub                 | Soutěž     | Základní část | Základní část | Základní část | Základní část | Základní část | Play off | Play off | Play off | Play off | Play off |
| Sezona     | Klub                 | Soutěž     | Z             | G             | A             | B             | TM            | Z        | G        | A        | B        | TM       |
| ---------- | -------------------- | ---------- | ------------- | ------------- | ------------- | ------------- | ------------- | -------- | -------- | -------- | -------- | -------- |
| 1952-53    | Spartak Královo Pole | TCH        | 10            | 4             | 0             | 4             | —             | —        | —        | —        | —        | —        |
| 1953-54    | Spartak Královo Pole | TCH        | —             | —             | —             | —             | —             | —        | —        | —        | —        | —        |
| 1954-55    | Rudá hvězda Brno     | TCH        | 17            | 4             | 3             | 7             | —             | —        | —        | —        | —        | —        |
| 1955-56    | Rudá hvězda Brno     | TCH        | 17            | 5             | 3             | 8             | —             | —        | —        | —        | —        | —        |
| 1956-57    | Rudá hvězda Brno     | TCH        | 23            | 4             | 2             | 6             | —             | —        | —        | —        | —        | —        |
| 1957-58    | Rudá hvězda Brno     | TCH        | 22            | 8             | 5             | 13            | —             | —        | —        | —        | —        | —        |
| 1958-59    | Rudá hvězda Brno     | TCH        | 22            | 12            | 12            | 24            | —             | —        | —        | —        | —        | —        |
| 1959-60    | Rudá hvězda Brno     | TCH        | 21            | 15            | 9             | 24            | —             | —        | —        | —        | —        | —        |
| 1960-61    | Rudá hvězda Brno     | TCH        | 32            | 12            | 4             | 16            | —             | —        | —        | —        | —        | —        |
| 1961-62    | Rudá hvězda Brno     | TCH        | 30            | 7             | 8             | 15            | —             | —        | —        | —        | —        | —        |
| 1962-63    | TJ ZKL Brno          | TCH        | 23            | 8             | 7             | 15            | —             | —        | —        | —        | —        | —        |
| 1963-64    | TJ ZKL Brno          | TCH        | 27            | 8             | 13            | 21            | —             | —        | —        | —        | —        | —        |
| 1964-65    | TJ ZKL Brno          | TCH        | 31            | 11            | 10            | 21            | —             | —        | —        | —        | —        | —        |
| 1965-66    | TJ ZKL Brno          | TCH        | 18            | 8             | 4             | 12            | —             | —        | —        | —        | —        | —        |
| 1966-67    | TJ ZKL Brno          | TCH        | 36            | 11            | 6             | 17            | —             | —        | —        | —        | —        | —        |
| 1967-68    | TJ ZKL Brno          | TCH        | 32            | 6             | 14            | 20            | —             | —        | —        | —        | —        | —        |
| 1968-69    | TJ ZKL Brno          | TCH        | 26            | 2             | 5             | 7             | —             | —        | —        | —        | —        | —        |
| 1969-70    | EV Rosenheim         | GER-2      | —             | —             | —             | —             | —             | —        | —        | —        | —        | —        |
| TCH celkem | TCH celkem           | TCH celkem | 387           | 125           | 105           | 230           | —             | —        | —        | —        | —        | —        |